# Expédition de Mostaganem (1543)
Guerre hispano-algérienne
L’expédition de Mostaganem de 1543 était une expédition ratée contre la ville algérienne de Mostaganem par les forces espagnoles du Comte d'Alcaudete.

## Contexte
Après que les Espagnols eurent installé un roi vassal à Tlemcen, ils réussirent à bloquer la route terrestre d’Oran vers les troupes de la Régence d'Alger ; cependant, la route maritime restait exposée. Pour la contrôler, les Espagnols devaient s’emparer de Mostaganem. Le comte d'Alcaudete entama alors les préparatifs d'une nouvelle campagne contre Mostaganem après quelques jours de repos. Ils rassemblèrent une armée de 7 000 hommes et disposaient de 5 canons de campagne,.

## Expédition
Les Espagnols partirent le 21 mars 1543,. Le comte emmena avec lui son fils aîné, Alonso. Son quatrième fils, Martín, ainsi que Melchor de Villarroel, dirigèrent l’avant-garde. Le 22 mars, ils établirent leur camp à Arzew. Le lendemain, les Espagnols furent attaqués par des galères de la Régence d'Alger envoyées par Hassan Agha, qui dépêcha six navires. Ces derniers réussirent à infliger des pertes aux Espagnols, et un échange de tirs eut lieu. Cependant, les galères algériennes durent battre en retraite à cause des vents. À trois heures, les Espagnols atteignirent le fleuve de Macta, où leurs soldats construisirent un pont pour faire passer les canons.
Les alliés indigènes sous le commandement du cheikh Guirref se joignirent aux Espagnols et envoyèrent leurs troupes en éclaireurs. Les Espagnols arrivèrent à Mazagran et l'attaquèrent, mais ils furent exposés au feu des galères algériennes. Le comte changea alors d'itinéraire et se dirigea vers le plateau ; cependant, ils aperçurent une grande armée d'Algériens sous le commandement d'Al-Mansour ben Bogani et de Hamida El-Aouda. Les Espagnols battirent en retraite sans engager le combat et établirent leur camp près de Mazagran, où ils passèrent trois jours à combattre contre les galères et les indigènes algériens,.
Le comte apprit par ses espions que Mostaganem était défendue par une garnison de 1 500 hommes et 30 canons. Sachant qu'une attaque serait impossible, il ordonna la retraite,. Les Espagnols se retrouvèrent alors entourés par un grand nombre d'infanterie algérienne, appuyée par des galères. Ils durent combattre sans relâche depuis Mazagran jusqu'aux remparts d'Oran. Malgré la bravoure de leurs troupes, ils subirent de lourdes pertes tout au long de leur marche. Ils atteignirent finalement Oran le 1er avril,.

## Sources et Références
- (en) Cet article est partiellement ou en totalité issu de l’article de Wikipédia en anglais intitulé « Expedition to Mostaganem (1543) » (voir la liste des auteurs).

### Sources
- Paul Ruff (1900), Spanish domination in Oran under the government of the Count of Alcaudete 1534–1558.

- Henri Delmas de Grammont, Histoire d'Alger sous la domination turque, Paris, E. Leroux, 1887 (lire en ligne)